# Kengo Ōta
Kengo Ōta (japanisch 太田 賢吾 Ōta Kengo; * 16. November 1995 in Kawasaki) ist ein japanischer Fußballspieler.

## Karriere
Ōta erlernte das Fußballspielen in den Jugendmannschaften vom Shinjo SC und Kawasaki Frontale sowie in der Universitätsmannschaft der Osaka University of Health and Sport Sciences. Seinen ersten Vertrag unterschrieb er 2018 bei Grulla Morioka (heute: Iwate Grulla Morioka). Der Verein spielte in der dritthöchsten Liga des Landes, der J3 League. Für den Verein absolvierte er 28 Ligaspiele. 2020 wechselte er zum Viertligisten Veertien Mie. Für den Verein aus Kuwana stand er zehnmal in der vierten Liga auf dem Spielfeld. Im Januar 2021 wechselte er zum Ligakonkurrenten FC Osaka. Für den Klub aus Osaka absolvierte er 15 Viertligaspiele. Nach einer Saison verließ er den Verein und schloss sich im Januar 2022 dem Fünftligisten Japan Soccer College an. Der Verein, der Niigata beheimatet ist, spielt in der 	Hokushin'etsu Football League (Div.1).